# غاري وليامز (لاعب كريكت)
غاري وليامز (11 مارس 1953 في نيوزيلندا - ) (بالإنجليزية: Garry Williams)‏ هو لاعب كريكت نيوزلندي.

## وصلات خارجية
- غاري وليامز على موقع إي آس بي آن كريك إنفو (الإنجليزية)